# Durée de vie (jeu)
 (avril 2020).
Si vous disposez d'ouvrages ou d'articles de référence ou si vous connaissez des sites web de qualité traitant du thème abordé ici, merci de compléter l'article en donnant les références utiles à sa vérifiabilité et en les liant à la section « Notes et références ».
Pour les articles homonymes, voir Durée de vie.
En matière de jeu, la durée de vie exprime le temps qu'il faudra à un jeu pour cesser de présenter de l'intérêt pour ses pratiquants, et donc pour qu'il cesse d'être pratiqué (sauf par des fanatiques) et commercialisé.
Cette notion est surtout utilisée par l'industrie du jeu vidéo mais elle n'est pas absente des autres types de jeux, comme le jeu de rôle, les jeux de cartes à collectionner ou le jeu de société.

## Facteurs influant sur la durée de vie d'un jeu
La durée de vie est très subjective. Des jeux communs comme la belote ou le Monopoly, satisfont leurs pratiquants depuis des décennies et tout le monde peut en apprécier une partie ; mais lorsque le jeu vise les pratiquants assidus, la niche se réduit et l'auteur du jeu doit prendre en compte le caractère volatil de ce public.
Un jeu raté peut n'avoir aucun public : sa durée de vie se résumera alors aux premiers achats, mais ensuite plus personne ne s'y intéressera.
Il arrive souvent qu'un jeu oublié et abandonné par son éditeur reste pratiqué - voire distribué - par des pratiquants acharnés. C'est ce qui a donné naissance aux émulateurs qui reproduisent d'anciens supports de jeu vidéo.
À la base, la durée de vie dépend du nombre de parties que l'on peut faire. Un jeu vidéo qui ne propose qu'une seule aventure, un jeu de rôle qui se confond avec une campagne, auront une durée de vie très limitée : la victoire remportée, les joueurs ne verront pas l'intérêt de recommencer la même histoire. Un jeu incluant plus de hasard, comme un jeu de cartes à collectionner, durera plus mais finira quand même par s'épuiser.
Pour les jeux vidéo, la durée de vie peut être raccourcie par l'arrivée de nouveaux systèmes d'exploitation ou périphériques, avec lesquels ils ne sont plus compatibles malgré un intérêt persistant des joueurs.

## Moyens d'allonger la durée de vie
La durée de vie du jeu peut être augmentée par les moyens suivants :
- plus de hasard : si les actions des joueurs dépendent d'un jet de dés ou d'un tirage de carte, la partie peut prendre des directions très différentes à chaque fois. Mais cela peut être frustrant ;
- des règles avancées et aides de jeu : une fois que les joueurs ont assimilé les règles simples, on leur propose des règles plus complexes mais offrant plus de choix, créant ainsi un second jeu ;
- les extensions, nouvelles éditions de jeux de cartes et add-on : l'éditeur sort à intervalles réguliers des suppléments à son jeu, ou de nouvelles versions du jeu, qui permettent aux joueurs de découvrir de nouveaux défis. La diversité en ce domaine est infinie ;
- la course au pouvoir : même si un jeu n'est pas très intéressant, la perspective pour le joueur d'obtenir une puissance énorme peut l'amener à continuer à jouer ;
- les jeux à secrets ou Sombres secrets : les auteurs s'arrangent pour qu'un point crucial du jeu reste caché, les joueurs ne le découvriront que s'ils continuent à suivre la gamme.